# ゴールデンオーラ

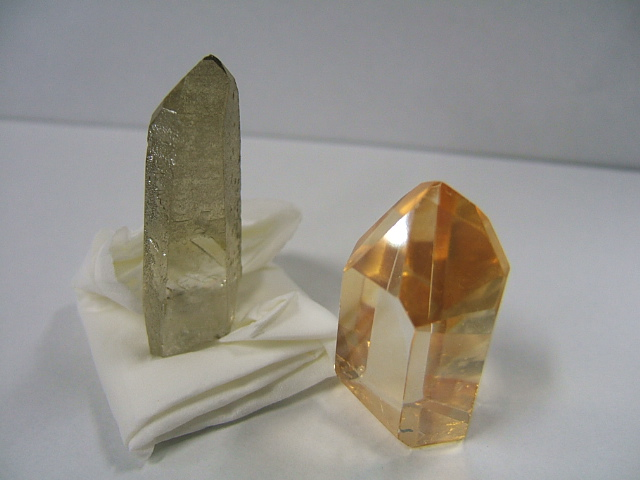
ゴールデンオーラのポイント。左奥のものは蒸着の温度が低かったため、色が少し違う。

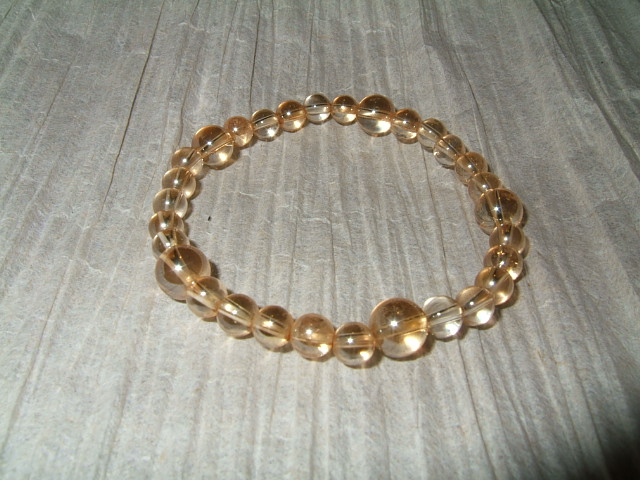
ゴールデンオーラのブレスレット

ゴールデンオーラ (golden aura) は人工的に作られた宝石の一種。水晶に金を蒸着して作られる。
真空内において、水晶を熱した後で高温に熱し、イオン化した金の蒸気を添加する。金原子が水晶の表面に蒸着し、独特の金属光沢を水晶に与える。
アクアオーラよりも低温で蒸着させることにより作られるとされる。
色合いは透明感のある黄金色である。表面に現れる反射光は金-銀色を呈し、コーティングクリスタル（オーラクリスタル）独特の光沢を有す。
ゴールデンオーラもまた他のオーラクリスタル同様と同じく、宝石の中でもさして高価ではなく、入手も容易（アクアオーラほどの流通量はないが）であることから人気がある。ブレスレットなどの小さな装身具に用いるため、球状もしくはビーズ状に研磨されたものに加工を施しているものが多い。ポイントとして用いるため、水晶全体をそのまま用いることもある。また、クラスター（群晶）のものもたまに見られる。
ゴールデンオーラもまたパワーストーンとして用いられる。